# Matthew Anderson
Matthew John Anderson (Buffalo, 18 aprile 1987) è un pallavolista statunitense, schiacciatore dei Sakai Blazers.

## Carriera

### Club
Matthew Anderson inizia la sua carriera, con la maglia della squadra della sua università, la Penn State, raggiungendo ogni anno la final four di NCAA Division I: nel 2006 viene sconfitto in finale dalla UC Los Angeles, nel 2007 perde in semifinale contro la UC Irvine e nel 2008 riesce a vincere il titolo nazionale la contro la Pepperdine, venendo premiato come miglior giocatore del torneo, riconoscimento che si aggiunge a diversi altri premi individuali, tra i quali spicca quello di National Player of the Year.
Nel luglio 2008 rinuncia al suo ultimo anno di eleggibilità sportiva con la sua università e firma per la stagione 2008-09 con i sudcoreani degli Hyundai Skywalkers, nella V-League, dove rimane per due annate. Approda quindi nella Serie A1 italiana nel campionato 2010-11, vestendo la maglia della Callipo di Vibo Valentia, passando poi al Modena nel campionato seguente.
Nella stagione 2012-13 viene ingaggiato dallo Zenit-Kazan, pur prendendo alcuni mesi di stop all'inizio della stagione 2014-15, con cui conquista cinque Supercoppe russe, quattro Coppe di Russia, cinque scudetti, quattro Champions League e il campionato mondiale per club 2017.
Nella stagione 2019-20 torna in Italia, nuovamente al Modena, mentre nella stagione seguente avrebbe dovuto giocare nella Chinese Volleyball Super League con lo Shanghai, ma, a causa dei ritardi con l'inizio del torneo, rinuncia al contratto con la formazione asiatica e in seguito finisce per saltare l'intera annata, dopo un intervento di appendicectomia d'urgenza. Nel campionato 2021-22 passa a vestire la maglia della Sir Safety Perugia, nuovamente in Superlega, con cui si aggiudica la Coppa Italia.
Nella stagione 2022-23 ritorna nella Superliga russa, giocando questa volta per lo Zenit San Pietroburgo, mentre nella stagione seguente è di scena in Efeler Ligi, dove difende i colori dello Ziraat Bankası e si aggiudica la Supercoppa turca e, nell'annata 2024-25, la Coppa CEV, in cui è anche nominato MVP.
Nella stagione 2025-26 gioca per la prima volta in Giappone, ingaggiato dai Sakai Blazers, nella SV.League.

### Nazionale
Con la nazionale under 21 vince la medaglia d'argento al Campionato nordamericano 2006 e un anno dopo partecipa al campionato mondiale 2007.
Nel 2007 fa il suo esordio in nazionale maggiore, con cui anno dopo vince la medaglia d'oro alla Coppa Panamericana, a cui segue un argento al campionato nordamericano 2011, torneo nel quale vince la medaglia d'oro nel 2013, venendo premiato anche come MVP; conquista quindi un'altra medaglia alla World League 2014, seguita da un bronzo nell'edizione successiva, un argento alla NORCECA Champions Cup 2015 e un altro oro alla Coppa del Mondo 2015.
Partecipa poi ai Giochi della XXXI Olimpiade di Rio de Janeiro, vincendo la medaglia di bronzo, seguita dall'oro al campionato nordamericano 2017, dai due bronzi alla Volleyball Nations League 2018 e al campionato mondiale 2019, premiato come miglior opposto in entrambe le competizioni, e dall'argento alla Volleyball Nations League 2019, dove viene premiato come MVP e ancora miglior opposto. Nel 2019 conquista anche la medaglia di bronzo in Coppa del Mondo e nel 2023 l'argento alla Volleyball Nations League e l'oro al campionato nordamericano e alla Coppa del Mondo.
Nel 2024 mette al collo il bronzo ai Giochi della XXXIII Olimpiade.

## Palmarès

### Club
- NCAA Division I: 1

2008
- Campionato russo: 5

2013-14, 2014-15, 2015-16, 2016-17, 2017-18
- Coppa di Russia: 4

2014, 2015, 2016, 2017
- Coppa Italia: 1

2021-22
- Supercoppa russa: 5

2012, 2015, 2016, 2017, 2018
- Supercoppa turca: 1

2023
- Campionato mondiale per club: 1

2017
- CEV Champions League: 4

2014-15, 2015-16, 2016-17, 2017-18
- Coppa CEV: 1

2024-25

### Nazionale (competizioni minori)
- Campionato nordamericano under 21 2006
- Coppa Panamericana 2008
- NORCECA Champions Cup 2015

### Premi individuali
- 2007 - All-America Second Team
- 2008 - National Player of the Year
- 2008 - All-America First Team
- 2008 - NCAA Division I: Irvine National MVP
- 2012 - Qualificazioni nordamericane ai Giochi della XXX Olimpiade: Miglior attaccante
- 2012 - USAV: Pallavolista maschile statunitense dell'anno
- 2013 - Campionato nordamericano: MVP
- 2013 - USAV: Pallavolista maschile statunitense dell'anno
- 2014 - USAV: Pallavolista maschile statunitense dell'anno
- 2015 - Coppa del Mondo: MVP
- 2015 - USAV: Pallavolista maschile statunitense dell'anno
- 2017 - Grand Champions Cup: Miglior opposto
- 2018 - Volleyball Nations League: Miglior opposto
- 2018 - Campionato mondiale: Miglior opposto
- 2018 - USAV: Pallavolista maschile statunitense dell'anno
- 2019 - Volleyball Nations League: Miglior opposto
- 2019 - Volleyball Nations League: MVP
- 2019 - USAV: Pallavolista maschile statunitense dell'anno[17]
- 2021 - Memorial Arkadiusz Gołaś: Miglior ricevitore
- 2025 - Coppa CEV: MVP